# Diacétone alcool
Le diacétone alcool (DAA) ou 4-hydroxy-4-méthylpentan-2-one est un composé organique de la famille des hydroxycétones, de formule C6H12O2. C'est un intermédiaire courant en synthèse organique, et il est aussi utilisé comme solvant, notamment pour les peroxydes organiques.

## Propriétés
Pur, le diacétone alcool se présente sous la forme d'un liquide incolore avec une légère odeur sucrée. C'est un liquide inflammable dont les vapeurs peuvent former avec l'air un mélange explosif au-dessus de son point d'éclair (56 °C). Il est mélangeable à l'eau et très peu volatil.
Il tend à se décomposer au-dessus de 90 °C, notamment en alcool de mésityle, acétone et eau. Il réagit dangereusement avec les bases, les métaux alcalins, les amines, les oxydants forts et les acides.

## Synthèse
Le DAA est produit à partir aldolisation de deux molécules d'acétone en milieu basique.
Dans l'industrie, on utilise généralement l'hydroxyde de baryum comme catalyseur. En laboratoire, on utilise souvent un extracteur de Soxhlet avec de l'hydroxyde de calcium.

## Réactions
Le DAA est assez facilement déshydraté en oxyde de mésityle, une cétone α,β-insaturée.
Ce dernier peut à son tour être hydrogéné en méthylisobutylcétone (MIBK), un solvant organique courant.
Hydrogéné, le DAA donne le 2-méthylpentane-2,4-diol (MPD ou hexylène glycol). Condensé avec l'urée, il donne la diacétone-urée.

## Utilisations
Le diacétone alcool est utilisé dans les laques à base esters de cellulose en particulier pour les usages en brossage où il produit un film dur avec un aspect billant et où son absence d'odeur présente un avantage. Il est utilisé dans les diluants pour laques (en), les patines, les lasures, les produits de préservation du bois et les pâtes d'impression ; dans les compositions de revêtement pour papier et textiles ; les marqueurs permanents, la fabrication de cuirs et soies synthétiques ; dans les imitations de feuilles d'or ; les ciments celluloïd ; comme agent de conservation des tissus animaux ; dans les composés de nettoyage des métaux ; dans la fabrication de films photo. Il est enfin utilisé dans certains liquides de frein où il est généralement mélangé à volume égal d'huile de ricin.

### Ligands
Certains complexes utilisent le DAA comme ligand, notamment les complexes polyériques suivants :
- [CoCl2DAA]n
- [FeCl2DAA]n
- [ZnCl2DAA]
- [MnBr2(DAA)2]
- [Mn(DAA)3] 2+[MnI4]2− · DAA